# Liste des planètes mineures (391001-392000)
Voici la liste des planètes mineures numérotées de 391001 à 392000. Les planètes mineures sont numérotées lorsque leur orbite est confirmée, ce qui peut parfois se produire longtemps après leur découverte. Elles sont classées ici par leur numéro et donc approximativement par leur date de découverte.

## Planètes mineures 391001 à 392000

### 391001-391100
| Nom               | Désignation provisoire | Date de la découverte | Découvreur        |
| ----------------- | ---------------------- | --------------------- | ----------------- |
| (391001)          | 2005 SZ107             | 26 septembre 2005     | Spacewatch        |
| (391002)          | 2005 SM109             | 26 septembre 2005     | Spacewatch        |
| (391003)          | 2005 SJ115             | 27 septembre 2005     | Spacewatch        |
| (391004)          | 2005 SL115             | 27 septembre 2005     | Spacewatch        |
| (391005)          | 2005 SY122             | 23 septembre 2005     | CSS               |
| (391006)          | 2005 SA123             | 29 septembre 2005     | LONEOS            |
| (391007)          | 2005 SO154             | 26 septembre 2005     | Spacewatch        |
| (391008)          | 2005 SX170             | 29 septembre 2005     | Spacewatch        |
| (391009)          | 2005 SU171             | 29 septembre 2005     | Spacewatch        |
| (391010)          | 2005 SV171             | 29 septembre 2005     | Spacewatch        |
| (391011)          | 2005 SK173             | 29 septembre 2005     | Spacewatch        |
| (391012)          | 2005 SL174             | 29 septembre 2005     | Spacewatch        |
| (391013)          | 2005 SR177             | 29 septembre 2005     | Spacewatch        |
| (391014)          | 2005 SP178             | 29 septembre 2005     | NEAT              |
| (391015)          | 2005 SU178             | 29 septembre 2005     | LONEOS            |
| (391016)          | 2005 SF195             | 9 septembre 2005      | LINEAR            |
| (391017)          | 2005 SX208             | 30 septembre 2005     | Mt. Lemmon Survey |
| (391018)          | 2005 SJ233             | 30 septembre 2005     | Mt. Lemmon Survey |
| (391019)          | 2005 SJ234             | 29 septembre 2005     | Spacewatch        |
| (391020)          | 2005 SE235             | 29 septembre 2005     | Mt. Lemmon Survey |
| (391021)          | 2005 SG236             | 29 septembre 2005     | Spacewatch        |
| (391022)          | 2005 SC246             | 30 septembre 2005     | Mt. Lemmon Survey |
| (391023)          | 2005 SX253             | 22 septembre 2005     | NEAT              |
| (391024)          | 2005 SL256             | 22 septembre 2005     | NEAT              |
| (391025)          | 2005 SA269             | 25 septembre 2005     | Spacewatch        |
| (391026)          | 2005 SS270             | 30 septembre 2005     | LONEOS            |
| (391027)          | 2005 SV270             | 30 septembre 2005     | LONEOS            |
| (391028)          | 2005 SK274             | 29 septembre 2005     | LONEOS            |
| (391029)          | 2005 SG280             | 25 septembre 2005     | Spacewatch        |
| (391030)          | 2005 TY1               | 1er octobre 2005      | Mt. Lemmon Survey |
| (391031)          | 2005 TU2               | 1er octobre 2005      | CSS               |
| (391032)          | 2005 TQ10              | 2 octobre 2005        | LONEOS            |
| (391033)          | 2005 TR15              | 3 octobre 2005        | Mt. Lemmon Survey |
| (391034)          | 2005 TX20              | 1er octobre 2005      | Mt. Lemmon Survey |
| (391035)          | 2005 TT24              | 1er octobre 2005      | Mt. Lemmon Survey |
| (391036)          | 2005 TV53              | 1er octobre 2005      | LINEAR            |
| (391037)          | 2005 TC72              | 3 octobre 2005        | CSS               |
| (391038)          | 2005 TS73              | 7 octobre 2005        | LONEOS            |
| (391039)          | 2005 TO83              | 10 mai 2003           | Spacewatch        |
| (391040)          | 2005 TV85              | 3 octobre 2005        | Spacewatch        |
| (391041)          | 2005 TV89              | 5 octobre 2005        | Mt. Lemmon Survey |
| (391042) Dubietis | 2005 TP105             | 8 octobre 2005        | Moletai           |
| (391043)          | 2005 TV116             | 7 octobre 2005        | Spacewatch        |
| (391044)          | 2005 TY123             | 7 octobre 2005        | Spacewatch        |
| (391045)          | 2005 TF141             | 8 octobre 2005        | Spacewatch        |
| (391046)          | 2005 TC147             | 29 septembre 2005     | Spacewatch        |
| (391047)          | 2005 TE151             | 8 octobre 2005        | Spacewatch        |
| (391048)          | 2005 TO155             | 9 octobre 2005        | Spacewatch        |
| (391049)          | 2005 TH161             | 9 octobre 2005        | Spacewatch        |
| (391050)          | 2005 TO164             | 9 octobre 2005        | Spacewatch        |
| (391051)          | 2005 TG166             | 9 octobre 2005        | Spacewatch        |
| (391052)          | 2005 TE167             | 9 octobre 2005        | Spacewatch        |
| (391053)          | 2005 TU169             | 27 septembre 2005     | Spacewatch        |
| (391054)          | 2005 TE176             | 1er octobre 2005      | Spacewatch        |
| (391055)          | 2005 TM195             | 1er octobre 2005      | Spacewatch        |
| (391056)          | 2005 UK4               | 12 octobre 2005       | Spacewatch        |
| (391057)          | 2005 UW7               | 26 octobre 2005       | Rinner, C.        |
| (391058)          | 2005 UJ36              | 24 octobre 2005       | Spacewatch        |
| (391059)          | 2005 UL36              | 24 octobre 2005       | Spacewatch        |
| (391060)          | 2005 UB43              | 22 octobre 2005       | Spacewatch        |
| (391061)          | 2005 UG43              | 22 octobre 2005       | Spacewatch        |
| (391062)          | 2005 UH57              | 24 octobre 2005       | LONEOS            |
| (391063)          | 2005 UT59              | 25 octobre 2005       | Spacewatch        |
| (391064)          | 2005 UW71              | 23 octobre 2005       | CSS               |
| (391065)          | 2005 UN85              | 22 octobre 2005       | Spacewatch        |
| (391066)          | 2005 UP85              | 22 octobre 2005       | Spacewatch        |
| (391067)          | 2005 UO87              | 22 octobre 2005       | Spacewatch        |
| (391068)          | 2005 UZ103             | 22 octobre 2005       | Spacewatch        |
| (391069)          | 2005 UT104             | 22 octobre 2005       | Spacewatch        |
| (391070)          | 2005 UG107             | 22 octobre 2005       | Spacewatch        |
| (391071)          | 2005 UE108             | 22 octobre 2005       | Spacewatch        |
| (391072)          | 2005 UP111             | 22 octobre 2005       | Spacewatch        |
| (391073)          | 2005 UH116             | 23 octobre 2005       | CSS               |
| (391074)          | 2005 UY121             | 5 octobre 2005        | Spacewatch        |
| (391075)          | 2005 UZ134             | 25 octobre 2005       | Mt. Lemmon Survey |
| (391076)          | 2005 UZ139             | 25 octobre 2005       | Mt. Lemmon Survey |
| (391077)          | 2005 UQ155             | 26 octobre 2005       | LONEOS            |
| (391078)          | 2005 US162             | 22 octobre 2005       | Spacewatch        |
| (391079)          | 2005 UH177             | 24 octobre 2005       | Spacewatch        |
| (391080)          | 2005 UQ191             | 27 octobre 2005       | Mt. Lemmon Survey |
| (391081)          | 2005 UH208             | 1er octobre 2005      | Mt. Lemmon Survey |
| (391082)          | 2005 UT213             | 22 octobre 2005       | NEAT              |
| (391083)          | 2005 UE219             | 25 octobre 2005       | Spacewatch        |
| (391084)          | 2005 UD230             | 25 octobre 2005       | Spacewatch        |
| (391085)          | 2005 UU236             | 25 octobre 2005       | Spacewatch        |
| (391086)          | 2005 UX237             | 25 octobre 2005       | Spacewatch        |
| (391087)          | 2005 UQ263             | 27 octobre 2005       | Spacewatch        |
| (391088)          | 2005 UV274             | 5 octobre 2005        | Spacewatch        |
| (391089)          | 2005 UN276             | 24 octobre 2005       | Spacewatch        |
| (391090)          | 2005 UK300             | 26 octobre 2005       | Spacewatch        |
| (391091)          | 2005 UC310             | 28 octobre 2005       | Mt. Lemmon Survey |
| (391092)          | 2005 UG310             | 29 octobre 2005       | Mt. Lemmon Survey |
| (391093)          | 2005 UO310             | 29 octobre 2005       | Spacewatch        |
| (391094)          | 2005 UO324             | 29 octobre 2005       | Spacewatch        |
| (391095)          | 2005 UQ355             | 29 octobre 2005       | Mt. Lemmon Survey |
| (391096)          | 2005 UE358             | 7 octobre 2005        | Spacewatch        |
| (391097)          | 2005 UT364             | 27 octobre 2005       | Spacewatch        |
| (391098)          | 2005 UF367             | 22 octobre 2005       | Spacewatch        |
| (391099)          | 2005 UC389             | 28 octobre 2005       | Mt. Lemmon Survey |
| (391100)          | 2005 UT393             | 28 octobre 2005       | LINEAR            |

### 391101-391200
| Nom      | Désignation provisoire | Date de la découverte | Découvreur        |
| -------- | ---------------------- | --------------------- | ----------------- |
| (391101) | 2005 UG406             | 30 octobre 2005       | Spacewatch        |
| (391102) | 2005 UQ407             | 30 octobre 2005       | Mt. Lemmon Survey |
| (391103) | 2005 UA436             | 30 octobre 2005       | Spacewatch        |
| (391104) | 2005 UX443             | 30 août 2005          | Spacewatch        |
| (391105) | 2005 UU459             | 27 octobre 2005       | Mt. Lemmon Survey |
| (391106) | 2005 UK475             | 22 octobre 2005       | Spacewatch        |
| (391107) | 2005 UO478             | 27 octobre 2005       | Mt. Lemmon Survey |
| (391108) | 2005 UU514             | 20 octobre 2005       | Becker, A. C.     |
| (391109) | 2005 UZ516             | 25 octobre 2005       | Becker, A. C.     |
| (391110) | 2005 VT20              | 1er novembre 2005     | Spacewatch        |
| (391111) | 2005 VK31              | 4 novembre 2005       | Spacewatch        |
| (391112) | 2005 VR32              | 25 octobre 2005       | Mt. Lemmon Survey |
| (391113) | 2005 VX37              | 3 novembre 2005       | Mt. Lemmon Survey |
| (391114) | 2005 VL41              | 1er novembre 2005     | Mt. Lemmon Survey |
| (391115) | 2005 VL50              | 2 novembre 2005       | Spacewatch        |
| (391116) | 2005 VV54              | 4 novembre 2005       | Spacewatch        |
| (391117) | 2005 VS70              | 1er novembre 2005     | Mt. Lemmon Survey |
| (391118) | 2005 VM102             | 1er novembre 2005     | Spacewatch        |
| (391119) | 2005 VP129             | 1er novembre 2005     | Becker, A. C.     |
| (391120) | 2005 WQ10              | 22 novembre 2005      | Spacewatch        |
| (391121) | 2005 WP17              | 22 novembre 2005      | Spacewatch        |
| (391122) | 2005 WY17              | 22 novembre 2005      | Spacewatch        |
| (391123) | 2005 WS19              | 21 novembre 2005      | Spacewatch        |
| (391124) | 2005 WX24              | 21 novembre 2005      | Spacewatch        |
| (391125) | 2005 WY31              | 21 novembre 2005      | Spacewatch        |
| (391126) | 2005 WQ47              | 25 novembre 2005      | Spacewatch        |
| (391127) | 2005 WO48              | 25 novembre 2005      | Spacewatch        |
| (391128) | 2005 WE71              | 13 octobre 2005       | Spacewatch        |
| (391129) | 2005 WH79              | 25 novembre 2005      | Spacewatch        |
| (391130) | 2005 WX139             | 26 novembre 2005      | Mt. Lemmon Survey |
| (391131) | 2005 WM194             | 29 novembre 2005      | CSS               |
| (391132) | 2005 XT3               | 1er décembre 2005     | Mt. Lemmon Survey |
| (391133) | 2005 XN12              | 1er décembre 2005     | LINEAR            |
| (391134) | 2005 XO40              | 5 décembre 2005       | Spacewatch        |
| (391135) | 2005 XM51              | 2 décembre 2005       | Spacewatch        |
| (391136) | 2005 XF73              | 6 décembre 2005       | Spacewatch        |
| (391137) | 2005 XH80              | 4 décembre 2005       | Mt. Lemmon Survey |
| (391138) | 2005 YR                | 10 novembre 2005      | Mt. Lemmon Survey |
| (391139) | 2005 YW8               | 7 décembre 2005       | Spacewatch        |
| (391140) | 2005 YK11              | 21 décembre 2005      | Spacewatch        |
| (391141) | 2005 YH14              | 22 décembre 2005      | Spacewatch        |
| (391142) | 2005 YM46              | 25 décembre 2005      | Spacewatch        |
| (391143) | 2005 YN57              | 24 décembre 2005      | Spacewatch        |
| (391144) | 2005 YB62              | 24 décembre 2005      | Spacewatch        |
| (391145) | 2005 YA64              | 24 décembre 2005      | Spacewatch        |
| (391146) | 2005 YF67              | 5 décembre 2005       | Mt. Lemmon Survey |
| (391147) | 2005 YH81              | 24 décembre 2005      | Spacewatch        |
| (391148) | 2005 YF84              | 24 décembre 2005      | Spacewatch        |
| (391149) | 2005 YU85              | 25 décembre 2005      | Mt. Lemmon Survey |
| (391150) | 2005 YS87              | 25 décembre 2005      | Mt. Lemmon Survey |
| (391151) | 2005 YY93              | 29 décembre 2005      | LINEAR            |
| (391152) | 2005 YZ93              | 24 décembre 2005      | LINEAR            |
| (391153) | 2005 YR95              | 25 décembre 2005      | Spacewatch        |
| (391154) | 2005 YJ105             | 25 décembre 2005      | Spacewatch        |
| (391155) | 2005 YT109             | 25 décembre 2005      | Spacewatch        |
| (391156) | 2005 YD112             | 25 décembre 2005      | Mt. Lemmon Survey |
| (391157) | 2005 YZ137             | 26 décembre 2005      | Spacewatch        |
| (391158) | 2005 YW143             | 28 décembre 2005      | Mt. Lemmon Survey |
| (391159) | 2005 YT165             | 30 décembre 2005      | LINEAR            |
| (391160) | 2005 YW191             | 30 décembre 2005      | Spacewatch        |
| (391161) | 2005 YB199             | 25 décembre 2005      | Spacewatch        |
| (391162) | 2005 YZ202             | 29 octobre 2005       | Mt. Lemmon Survey |
| (391163) | 2005 YQ228             | 25 décembre 2005      | Spacewatch        |
| (391164) | 2005 YE285             | 29 décembre 2005      | Mt. Lemmon Survey |
| (391165) | 2006 AB25              | 5 janvier 2006        | Spacewatch        |
| (391166) | 2006 AY25              | 5 janvier 2006        | Spacewatch        |
| (391167) | 2006 AL26              | 5 janvier 2006        | Spacewatch        |
| (391168) | 2006 AW39              | 7 janvier 2006        | Mt. Lemmon Survey |
| (391169) | 2006 AB41              | 7 janvier 2006        | Spacewatch        |
| (391170) | 2006 AW47              | 7 janvier 2006        | Spacewatch        |
| (391171) | 2006 AU56              | 28 décembre 2005      | Spacewatch        |
| (391172) | 2006 AO60              | 5 janvier 2006        | Spacewatch        |
| (391173) | 2006 AL69              | 6 janvier 2006        | Mt. Lemmon Survey |
| (391174) | 2006 AN69              | 5 février 1995        | Spacewatch        |
| (391175) | 2006 BN3               | 27 décembre 2005      | Spacewatch        |
| (391176) | 2006 BS98              | 21 janvier 2006       | LONEOS            |
| (391177) | 2006 BT114             | 26 janvier 2006       | Spacewatch        |
| (391178) | 2006 BS136             | 28 janvier 2006       | Mt. Lemmon Survey |
| (391179) | 2006 BC145             | 8 janvier 1998        | Spacewatch        |
| (391180) | 2006 BO165             | 26 janvier 2006       | Mt. Lemmon Survey |
| (391181) | 2006 BH178             | 27 janvier 2006       | Mt. Lemmon Survey |
| (391182) | 2006 BT192             | 30 janvier 2006       | Spacewatch        |
| (391183) | 2006 BA193             | 30 janvier 2006       | Spacewatch        |
| (391184) | 2006 BK203             | 31 janvier 2006       | Spacewatch        |
| (391185) | 2006 BR216             | 26 janvier 2006       | LONEOS            |
| (391186) | 2006 BA226             | 30 janvier 2006       | Spacewatch        |
| (391187) | 2006 BU234             | 31 janvier 2006       | Spacewatch        |
| (391188) | 2006 BE263             | 21 janvier 2006       | Spacewatch        |
| (391189) | 2006 CL16              | 9 janvier 2006        | Spacewatch        |
| (391190) | 2006 DO9               | 21 février 2006       | CSS               |
| (391191) | 2006 DD50              | 22 février 2006       | CSS               |
| (391192) | 2006 DM72              | 22 février 2006       | Spacewatch        |
| (391193) | 2006 DB87              | 24 février 2006       | Spacewatch        |
| (391194) | 2006 DS125             | 2 février 2006        | Spacewatch        |
| (391195) | 2006 EC53              | 2 mars 2006           | Spacewatch        |
| (391196) | 2006 EU65              | 5 mars 2006           | Spacewatch        |
| (391197) | 2006 FX11              | 23 mars 2006          | Spacewatch        |
| (391198) | 2006 FC25              | 24 mars 2006          | Spacewatch        |
| (391199) | 2006 FX50              | 23 mars 2006          | CSS               |
| (391200) | 2006 GH12              | 2 avril 2006          | Spacewatch        |

### 391201-391300
| Nom                 | Désignation provisoire | Date de la découverte | Découvreur           |
| ------------------- | ---------------------- | --------------------- | -------------------- |
| (391201)            | 2006 GZ13              | 2 avril 2006          | Spacewatch           |
| (391202)            | 2006 GF26              | 2 avril 2006          | Spacewatch           |
| (391203)            | 2006 GN36              | 8 avril 2006          | Spacewatch           |
| (391204)            | 2006 HA25              | 20 avril 2006         | Spacewatch           |
| (391205)            | 2006 HL39              | 21 avril 2006         | Spacewatch           |
| (391206)            | 2006 HD40              | 21 avril 2006         | Spacewatch           |
| (391207)            | 2006 HR43              | 24 avril 2006         | Mt. Lemmon Survey    |
| (391208)            | 2006 HV47              | 24 avril 2006         | Spacewatch           |
| (391209)            | 2006 HD48              | 24 avril 2006         | Spacewatch           |
| (391210)            | 2006 HA51              | 26 avril 2006         | Christophe, B.       |
| (391211)            | 2006 HZ51              | 27 avril 2006         | CSS                  |
| (391212)            | 2006 HQ68              | 24 avril 2006         | Mt. Lemmon Survey    |
| (391213)            | 2006 HN72              | 25 avril 2006         | Spacewatch           |
| (391214)            | 2006 HF75              | 25 avril 2006         | Spacewatch           |
| (391215)            | 2006 HN89              | 20 avril 2006         | Siding Spring Survey |
| (391216)            | 2006 HF92              | 21 avril 2006         | Spacewatch           |
| (391217)            | 2006 HR92              | 29 avril 2006         | Spacewatch           |
| (391218)            | 2006 HY96              | 30 avril 2006         | Spacewatch           |
| (391219)            | 2006 HZ117             | 29 avril 2006         | Spacewatch           |
| (391220)            | 2006 HK120             | 30 avril 2006         | Spacewatch           |
| (391221)            | 2006 HP147             | 27 avril 2006         | Buie, M. W.          |
| (391222)            | 2006 JL1               | 24 avril 2006         | Spacewatch           |
| (391223)            | 2006 JH8               | 1er mai 2006          | Spacewatch           |
| (391224)            | 2006 JH16              | 16 janvier 2005       | Spacewatch           |
| (391225)            | 2006 JO20              | 24 avril 2006         | Spacewatch           |
| (391226)            | 2006 JQ32              | 3 mai 2006            | Spacewatch           |
| (391227)            | 2006 JJ35              | 4 mai 2006            | Spacewatch           |
| (391228)            | 2006 JZ56              | 10 mai 2006           | NEAT                 |
| (391229)            | 2006 JB81              | 9 mai 2006            | Mt. Lemmon Survey    |
| (391230)            | 2006 KY                | 18 mai 2006           | NEAT                 |
| (391231)            | 2006 KS6               | 19 mai 2006           | Mt. Lemmon Survey    |
| (391232)            | 2006 KN13              | 20 mai 2006           | Spacewatch           |
| (391233)            | 2006 KR44              | 21 mai 2006           | Spacewatch           |
| (391234)            | 2006 KL58              | 22 mai 2006           | Spacewatch           |
| (391235)            | 2006 KP66              | 24 mai 2006           | Spacewatch           |
| (391236)            | 2006 KT80              | 25 mai 2006           | Mt. Lemmon Survey    |
| (391237)            | 2006 KJ98              | 26 mai 2006           | Spacewatch           |
| (391238)            | 2006 KP112             | 31 mai 2006           | Mt. Lemmon Survey    |
| (391239)            | 2006 KE118             | 23 mai 2006           | CSS                  |
| (391240)            | 2006 KP134             | 25 mai 2006           | Wiegert, P. A.       |
| (391241)            | 2006 OG6               | 22 juin 2006          | Spacewatch           |
| (391242)            | 2006 PL4               | 12 août 2006          | NEAT                 |
| (391243)            | 2006 PF13              | 14 août 2006          | Siding Spring Survey |
| (391244)            | 2006 QE2               | 17 août 2006          | NEAT                 |
| (391245)            | 2006 QK8               | 19 août 2006          | Spacewatch           |
| (391246)            | 2006 QA9               | 19 août 2006          | Spacewatch           |
| (391247)            | 2006 QC70              | 21 août 2006          | Spacewatch           |
| (391248)            | 2006 QZ74              | 21 août 2006          | Spacewatch           |
| (391249)            | 2006 QD84              | 19 août 2006          | Spacewatch           |
| (391250)            | 2006 QX96              | 16 août 2006          | NEAT                 |
| (391251)            | 2006 QM114             | 27 août 2006          | LONEOS               |
| (391252)            | 2006 QM119             | 28 août 2006          | LINEAR               |
| (391253)            | 2006 QA129             | 8 mars 2005           | Mt. Lemmon Survey    |
| (391254)            | 2006 QO150             | 19 août 2006          | Spacewatch           |
| (391255)            | 2006 QH165             | 29 août 2006          | CSS                  |
| (391256)            | 2006 QR166             | 29 août 2006          | LONEOS               |
| (391257) Wilwheaton | 2006 RL1               | 12 septembre 2006     | Pauwels, T.          |
| (391258)            | 2006 RP33              | 12 septembre 2006     | LINEAR               |
| (391259)            | 2006 RF48              | 14 septembre 2006     | CSS                  |
| (391260)            | 2006 RZ54              | 14 septembre 2006     | Spacewatch           |
| (391261)            | 2006 RA63              | 14 septembre 2006     | CSS                  |
| (391262)            | 2006 RR77              | 15 septembre 2006     | Spacewatch           |
| (391263)            | 2006 RW79              | 15 septembre 2006     | Spacewatch           |
| (391264)            | 2006 RS120             | 15 septembre 2006     | Spacewatch           |
| (391265)            | 2006 SC17              | 17 septembre 2006     | Spacewatch           |
| (391266)            | 2006 SV22              | 17 septembre 2006     | LONEOS               |
| (391267)            | 2006 SE43              | 18 septembre 2006     | Spacewatch           |
| (391268)            | 2006 SH60              | 18 septembre 2006     | CSS                  |
| (391269)            | 2006 SN82              | 18 septembre 2006     | LONEOS               |
| (391270)            | 2006 SL90              | 18 septembre 2006     | Spacewatch           |
| (391271)            | 2006 SS96              | 18 septembre 2006     | Spacewatch           |
| (391272)            | 2006 SL112             | 18 août 2006          | Spacewatch           |
| (391273)            | 2006 SV118             | 24 septembre 2006     | Spacewatch           |
| (391274)            | 2006 SW130             | 15 septembre 2006     | Spacewatch           |
| (391275)            | 2006 SJ134             | 26 septembre 2006     | Siding Spring Survey |
| (391276)            | 2006 SJ146             | 19 septembre 2006     | Spacewatch           |
| (391277)            | 2006 SL148             | 19 septembre 2006     | Spacewatch           |
| (391278)            | 2006 SU150             | 19 septembre 2006     | Spacewatch           |
| (391279)            | 2006 SA165             | 17 septembre 2006     | CSS                  |
| (391280)            | 2006 SL168             | 25 septembre 2006     | Spacewatch           |
| (391281)            | 2006 SR171             | 17 septembre 2006     | Spacewatch           |
| (391282)            | 2006 SV179             | 25 septembre 2006     | Spacewatch           |
| (391283)            | 2006 ST188             | 26 septembre 2006     | CSS                  |
| (391284)            | 2006 SM194             | 26 septembre 2006     | Spacewatch           |
| (391285)            | 2006 SQ219             | 23 septembre 2006     | Spacewatch           |
| (391286)            | 2006 SF229             | 26 septembre 2006     | Spacewatch           |
| (391287)            | 2006 SH230             | 26 septembre 2006     | LINEAR               |
| (391288)            | 2006 SB231             | 17 septembre 2006     | Spacewatch           |
| (391289)            | 2006 SP260             | 26 septembre 2006     | Mt. Lemmon Survey    |
| (391290)            | 2006 SB265             | 26 septembre 2006     | Spacewatch           |
| (391291)            | 2006 SB269             | 26 septembre 2006     | Spacewatch           |
| (391292)            | 2006 SP293             | 25 septembre 2006     | Spacewatch           |
| (391293)            | 2006 SD298             | 25 septembre 2006     | Mt. Lemmon Survey    |
| (391294)            | 2006 SB300             | 18 septembre 2006     | LONEOS               |
| (391295)            | 2006 SD303             | 19 avril 2004         | Spacewatch           |
| (391296)            | 2006 SZ309             | 27 septembre 2006     | Spacewatch           |
| (391297)            | 2006 SA317             | 27 septembre 2006     | Spacewatch           |
| (391298)            | 2006 SU321             | 11 avril 2003         | Spacewatch           |
| (391299)            | 2006 SF325             | 19 septembre 2006     | Spacewatch           |
| (391300)            | 2006 SH360             | 30 septembre 2006     | Mt. Lemmon Survey    |

### 391301-391400
| Nom      | Désignation provisoire | Date de la découverte | Découvreur        |
| -------- | ---------------------- | --------------------- | ----------------- |
| (391301) | 2006 SP375             | 17 septembre 2006     | Becker, A. C.     |
| (391302) | 2006 SJ378             | 18 septembre 2006     | Becker, A. C.     |
| (391303) | 2006 SQ379             | 20 septembre 2006     | Becker, A. C.     |
| (391304) | 2006 SV384             | 29 septembre 2006     | Becker, A. C.     |
| (391305) | 2006 SJ385             | 29 septembre 2006     | Becker, A. C.     |
| (391306) | 2006 ST401             | 30 septembre 2006     | Mt. Lemmon Survey |
| (391307) | 2006 SK402             | 25 septembre 2006     | Mt. Lemmon Survey |
| (391308) | 2006 SS409             | 18 septembre 2006     | Spacewatch        |
| (391309) | 2006 TN16              | 18 septembre 2006     | Spacewatch        |
| (391310) | 2006 TM25              | 25 septembre 2006     | Mt. Lemmon Survey |
| (391311) | 2006 TL26              | 4 octobre 2006        | Mt. Lemmon Survey |
| (391312) | 2006 TM41              | 25 septembre 2006     | Mt. Lemmon Survey |
| (391313) | 2006 TL44              | 12 octobre 2006       | Spacewatch        |
| (391314) | 2006 TY53              | 12 octobre 2006       | Spacewatch        |
| (391315) | 2006 TT69              | 11 octobre 2006       | NEAT              |
| (391316) | 2006 TD76              | 11 octobre 2006       | NEAT              |
| (391317) | 2006 TN80              | 13 octobre 2006       | Spacewatch        |
| (391318) | 2006 TB82              | 13 octobre 2006       | Spacewatch        |
| (391319) | 2006 TX82              | 13 octobre 2006       | Spacewatch        |
| (391320) | 2006 TS83              | 13 octobre 2006       | Spacewatch        |
| (391321) | 2006 TD86              | 13 octobre 2006       | Spacewatch        |
| (391322) | 2006 TJ87              | 2 octobre 2006        | Mt. Lemmon Survey |
| (391323) | 2006 TL101             | 15 octobre 2006       | Spacewatch        |
| (391324) | 2006 TC103             | 15 octobre 2006       | Spacewatch        |
| (391325) | 2006 TY108             | 2 octobre 2006        | Spacewatch        |
| (391326) | 2006 TC115             | 1er octobre 2006      | Becker, A. C.     |
| (391327) | 2006 TG116             | 2 octobre 2006        | Becker, A. C.     |
| (391328) | 2006 TB120             | 12 octobre 2006       | Becker, A. C.     |
| (391329) | 2006 TM120             | 12 octobre 2006       | Becker, A. C.     |
| (391330) | 2006 TA126             | 2 octobre 2006        | Mt. Lemmon Survey |
| (391331) | 2006 UY5               | 16 octobre 2006       | Spacewatch        |
| (391332) | 2006 UP12              | 2 octobre 2006        | Mt. Lemmon Survey |
| (391333) | 2006 UH15              | 17 octobre 2006       | Mt. Lemmon Survey |
| (391334) | 2006 UW18              | 16 octobre 2006       | Spacewatch        |
| (391335) | 2006 UZ29              | 16 octobre 2006       | Spacewatch        |
| (391336) | 2006 UU45              | 16 octobre 2006       | Spacewatch        |
| (391337) | 2006 UH65              | 25 septembre 2006     | Spacewatch        |
| (391338) | 2006 UB79              | 17 octobre 2006       | Spacewatch        |
| (391339) | 2006 UV87              | 17 octobre 2006       | Mt. Lemmon Survey |
| (391340) | 2006 UE92              | 18 octobre 2006       | Spacewatch        |
| (391341) | 2006 UY97              | 2 octobre 2006        | Mt. Lemmon Survey |
| (391342) | 2006 UT102             | 18 octobre 2006       | Spacewatch        |
| (391343) | 2006 UE103             | 2 octobre 2006        | Mt. Lemmon Survey |
| (391344) | 2006 UG118             | 26 septembre 2006     | Mt. Lemmon Survey |
| (391345) | 2006 US118             | 18 septembre 2006     | Spacewatch        |
| (391346) | 2006 UO157             | 21 octobre 2006       | Mt. Lemmon Survey |
| (391347) | 2006 UH177             | 17 septembre 1995     | Spacewatch        |
| (391348) | 2006 UN214             | 23 octobre 2006       | Spacewatch        |
| (391349) | 2006 UE217             | 28 octobre 2006       | Dixon, D. S.      |
| (391350) | 2006 UG222             | 17 octobre 2006       | CSS               |
| (391351) | 2006 UP226             | 20 octobre 2006       | NEAT              |
| (391352) | 2006 UY228             | 3 octobre 2006        | Mt. Lemmon Survey |
| (391353) | 2006 UB256             | 27 septembre 2006     | Mt. Lemmon Survey |
| (391354) | 2006 UC257             | 28 octobre 2006       | Spacewatch        |
| (391355) | 2006 UJ267             | 27 octobre 2006       | Mt. Lemmon Survey |
| (391356) | 2006 UN290             | 18 octobre 2006       | Spacewatch        |
| (391357) | 2006 US306             | 30 septembre 2006     | Mt. Lemmon Survey |
| (391358) | 2006 UX314             | 19 octobre 2006       | Buie, M. W.       |
| (391359) | 2006 UK332             | 21 octobre 2006       | Becker, A. C.     |
| (391360) | 2006 UQ333             | 22 octobre 2006       | Becker, A. C.     |
| (391361) | 2006 VZ10              | 11 novembre 2006      | Mt. Lemmon Survey |
| (391362) | 2006 VJ11              | 16 octobre 2006       | Spacewatch        |
| (391363) | 2006 VF36              | 11 novembre 2006      | Mt. Lemmon Survey |
| (391364) | 2006 VG53              | 11 novembre 2006      | Spacewatch        |
| (391365) | 2006 VL57              | 21 octobre 2006       | Mt. Lemmon Survey |
| (391366) | 2006 VV71              | 11 novembre 2006      | Mt. Lemmon Survey |
| (391367) | 2006 VM105             | 13 novembre 2006      | Spacewatch        |
| (391368) | 2006 VN122             | 14 novembre 2006      | Spacewatch        |
| (391369) | 2006 VO130             | 15 novembre 2006      | Spacewatch        |
| (391370) | 2006 VO131             | 15 novembre 2006      | Spacewatch        |
| (391371) | 2006 VM170             | 15 novembre 2006      | Spacewatch        |
| (391372) | 2006 VQ171             | 1er novembre 2006     | Spacewatch        |
| (391373) | 2006 WJ4               | 20 novembre 2006      | Birtwhistle, P.   |
| (391374) | 2006 WM12              | 16 novembre 2006      | Spacewatch        |
| (391375) | 2006 WG14              | 16 novembre 2006      | Mt. Lemmon Survey |
| (391376) | 2006 WV21              | 17 novembre 2006      | Mt. Lemmon Survey |
| (391377) | 2006 WM23              | 17 novembre 2006      | Mt. Lemmon Survey |
| (391378) | 2006 WC44              | 28 septembre 2006     | Mt. Lemmon Survey |
| (391379) | 2006 WP62              | 17 novembre 2006      | Mt. Lemmon Survey |
| (391380) | 2006 WY94              | 19 novembre 2006      | Spacewatch        |
| (391381) | 2006 WO97              | 19 novembre 2006      | Spacewatch        |
| (391382) | 2006 WS108             | 11 novembre 2006      | Mt. Lemmon Survey |
| (391383) | 2006 WK111             | 19 novembre 2006      | Spacewatch        |
| (391384) | 2006 WN134             | 18 novembre 2006      | Mt. Lemmon Survey |
| (391385) | 2006 WR138             | 19 novembre 2006      | CSS               |
| (391386) | 2006 WK149             | 20 novembre 2006      | Spacewatch        |
| (391387) | 2006 WJ164             | 23 novembre 2006      | Spacewatch        |
| (391388) | 2006 WP164             | 20 octobre 2006       | Mt. Lemmon Survey |
| (391389) | 2006 WD171             | 31 octobre 2006       | Mt. Lemmon Survey |
| (391390) | 2006 WR173             | 23 novembre 2006      | Mt. Lemmon Survey |
| (391391) | 2006 WW186             | 23 novembre 2006      | Mt. Lemmon Survey |
| (391392) | 2006 XU32              | 10 novembre 2006      | Spacewatch        |
| (391393) | 2006 YG22              | 21 décembre 2006      | Mt. Lemmon Survey |
| (391394) | 2007 AW22              | 13 décembre 2006      | Mt. Lemmon Survey |
| (391395) | 2007 AY22              | 10 janvier 2007       | Mt. Lemmon Survey |
| (391396) | 2007 BY5               | 17 janvier 2007       | NEAT              |
| (391397) | 2007 BW8               | 16 mars 2004          | Spacewatch        |
| (391398) | 2007 BZ11              | 17 janvier 2007       | Spacewatch        |
| (391399) | 2007 BH20              | 10 janvier 2007       | Spacewatch        |
| (391400) | 2007 BC38              | 13 avril 2004         | Spacewatch        |

### 391401-391500
| Nom                    | Désignation provisoire | Date de la découverte | Découvreur               |
| ---------------------- | ---------------------- | --------------------- | ------------------------ |
| (391401)               | 2007 BK65              | 27 janvier 2007       | Mt. Lemmon Survey        |
| (391402)               | 2007 CP2               | 6 février 2007        | Spacewatch               |
| (391403)               | 2007 CP4               | 6 février 2007        | Mt. Lemmon Survey        |
| (391404)               | 2007 CA22              | 6 février 2007        | NEAT                     |
| (391405)               | 2007 CR28              | 6 février 2007        | Mt. Lemmon Survey        |
| (391406)               | 2007 CG45              | 8 février 2007        | NEAT                     |
| (391407)               | 2007 CL62              | 13 février 2007       | LINEAR                   |
| (391408)               | 2007 DU6               | 17 février 2007       | Mt. Lemmon Survey        |
| (391409)               | 2007 DK17              | 17 février 2007       | Spacewatch               |
| (391410)               | 2007 DS19              | 17 février 2007       | Spacewatch               |
| (391411)               | 2007 DS23              | 17 février 2007       | Spacewatch               |
| (391412)               | 2007 DG26              | 17 février 2007       | Spacewatch               |
| (391413)               | 2007 DB29              | 17 février 2007       | Spacewatch               |
| (391414)               | 2007 DH31              | 17 février 2007       | Spacewatch               |
| (391415)               | 2007 DH33              | 17 février 2007       | Spacewatch               |
| (391416)               | 2007 DR72              | 21 février 2007       | Spacewatch               |
| (391417)               | 2007 DE76              | 21 février 2007       | Spacewatch               |
| (391418)               | 2007 DJ76              | 21 février 2007       | Spacewatch               |
| (391419)               | 2007 DY86              | 23 février 2007       | Mt. Lemmon Survey        |
| (391420)               | 2007 DT93              | 23 février 2007       | Spacewatch               |
| (391421)               | 2007 DH99              | 25 février 2007       | Mt. Lemmon Survey        |
| (391422)               | 2007 DT112             | 26 février 2007       | Mt. Lemmon Survey        |
| (391423)               | 2007 EK11              | 8 février 2007        | Spacewatch               |
| (391424)               | 2007 EC12              | 9 mars 2007           | CSS                      |
| (391425)               | 2007 EH25              | 10 mars 2007          | Mt. Lemmon Survey        |
| (391426)               | 2007 EY27              | 9 mars 2007           | CSS                      |
| (391427)               | 2007 EU32              | 10 mars 2007          | Spacewatch               |
| (391428)               | 2007 EP43              | 9 mars 2007           | Spacewatch               |
| (391429)               | 2007 EZ54              | 1er novembre 2005     | Mt. Lemmon Survey        |
| (391430)               | 2007 EO64              | 10 mars 2007          | Mt. Lemmon Survey        |
| (391431)               | 2007 EG69              | 10 mars 2007          | Spacewatch               |
| (391432)               | 2007 EL70              | 10 mars 2007          | Spacewatch               |
| (391433)               | 2007 ED71              | 10 mars 2007          | Spacewatch               |
| (391434)               | 2007 ER92              | 10 mars 2007          | Mt. Lemmon Survey        |
| (391435)               | 2007 ER99              | 11 mars 2007          | Spacewatch               |
| (391436)               | 2007 EL102             | 11 mars 2007          | Spacewatch               |
| (391437)               | 2007 EE118             | 13 mars 2007          | Mt. Lemmon Survey        |
| (391438)               | 2007 ES129             | 23 février 2007       | Mt. Lemmon Survey        |
| (391439)               | 2007 EP148             | 12 mars 2007          | Mt. Lemmon Survey        |
| (391440)               | 2007 EZ149             | 26 février 2007       | Mt. Lemmon Survey        |
| (391441)               | 2007 ES168             | 13 mars 2007          | Spacewatch               |
| (391442)               | 2007 EW173             | 14 mars 2007          | Spacewatch               |
| (391443)               | 2007 EW178             | 14 mars 2007          | Spacewatch               |
| (391444)               | 2007 EF190             | 13 mars 2007          | Mt. Lemmon Survey        |
| (391445)               | 2007 EU195             | 15 mars 2007          | Mt. Lemmon Survey        |
| (391446)               | 2007 EV199             | 9 mars 2007           | CSS                      |
| (391447)               | 2007 EZ206             | 14 mars 2007          | LONEOS                   |
| (391448)               | 2007 ET215             | 12 mars 2007          | CSS                      |
| (391449)               | 2007 FL1               | 17 mars 2007          | CSS                      |
| (391450)               | 2007 FC4               | 18 mars 2007          | Nyukasa                  |
| (391451)               | 2007 FE20              | 23 mars 2007          | Siding Spring Survey     |
| (391452)               | 2007 FA32              | 20 mars 2007          | Spacewatch               |
| (391453)               | 2007 FB33              | 20 mars 2007          | Spacewatch               |
| (391454)               | 2007 GS13              | 11 avril 2007         | Spacewatch               |
| (391455)               | 2007 GA15              | 11 avril 2007         | Mt. Lemmon Survey        |
| (391456)               | 2007 GQ20              | 11 avril 2007         | Mt. Lemmon Survey        |
| (391457)               | 2007 GS39              | 14 avril 2007         | Spacewatch               |
| (391458)               | 2007 GG48              | 14 avril 2007         | Spacewatch               |
| (391459)               | 2007 GY48              | 14 avril 2007         | Spacewatch               |
| (391460)               | 2007 GH52              | 14 avril 2007         | Spacewatch               |
| (391461)               | 2007 GY53              | 14 avril 2007         | Spacewatch               |
| (391462)               | 2007 GB57              | 15 avril 2007         | Spacewatch               |
| (391463)               | 2007 GM60              | 15 avril 2007         | Spacewatch               |
| (391464)               | 2007 GN70              | 15 avril 2007         | Mt. Lemmon Survey        |
| (391465)               | 2007 GF71              | 26 mars 2007          | Spacewatch               |
| (391466)               | 2007 GW73              | 15 avril 2007         | Spacewatch               |
| (391467)               | 2007 GJ76              | 1er octobre 2005      | Mt. Lemmon Survey        |
| (391468)               | 2007 HP23              | 18 avril 2007         | Spacewatch               |
| (391469)               | 2007 HA25              | 18 avril 2007         | Spacewatch               |
| (391470)               | 2007 HK27              | 13 mars 2007          | Mt. Lemmon Survey        |
| (391471)               | 2007 HA28              | 18 avril 2007         | Spacewatch               |
| (391472)               | 2007 HB29              | 19 avril 2007         | Mt. Lemmon Survey        |
| (391473)               | 2007 HE29              | 19 avril 2007         | Mt. Lemmon Survey        |
| (391474)               | 2007 HN29              | 19 avril 2007         | Mt. Lemmon Survey        |
| (391475)               | 2007 HH30              | 9 mars 2007           | Spacewatch               |
| (391476)               | 2007 HU38              | 20 avril 2007         | Mt. Lemmon Survey        |
| (391477)               | 2007 HF61              | 17 octobre 2001       | Spacewatch               |
| (391478)               | 2007 HH66              | 22 avril 2007         | Mt. Lemmon Survey        |
| (391479)               | 2007 HK69              | 24 mars 2003          | Spacewatch               |
| (391480)               | 2007 HK78              | 21 janvier 1993       | Spacewatch               |
| (391481)               | 2007 HK85              | 4 décembre 2005       | Spacewatch               |
| (391482)               | 2007 HG96              | 19 avril 2007         | Spacewatch               |
| (391483)               | 2007 JY                | 6 mai 2007            | Spacewatch               |
| (391484)               | 2007 JQ11              | 7 mai 2007            | Spacewatch               |
| (391485)               | 2007 JV13              | 9 mai 2007            | Mt. Lemmon Survey        |
| (391486)               | 2007 JB17              | 7 mai 2007            | Spacewatch               |
| (391487)               | 2007 JK25              | 4 décembre 2005       | Spacewatch               |
| (391488)               | 2007 JE35              | 11 mai 2007           | Siding Spring Survey     |
| (391489)               | 2007 LG3               | 8 juin 2007           | CSS                      |
| (391490)               | 2007 LZ3               | 8 juin 2007           | Spacewatch               |
| (391491)               | 2007 LR26              | 14 juin 2007          | Spacewatch               |
| (391492)               | 2007 MS20              | 24 juin 2007          | Hoenig, S. F., Teamo, N. |
| (391493)               | 2007 OJ7               | 21 juillet 2007       | Siding Spring Survey     |
| (391494)               | 2007 OF10              | 18 juillet 2007       | Mt. Lemmon Survey        |
| (391495)               | 2007 OV10              | 18 juillet 2007       | Mt. Lemmon Survey        |
| (391496) Colineldridge | 2007 PG9               | 11 août 2007          | Luckas, P.               |
| (391497)               | 2007 PP13              | 8 août 2007           | LINEAR                   |
| (391498)               | 2007 PO14              | 8 août 2007           | LINEAR                   |
| (391499)               | 2007 PG21              | 9 août 2007           | LINEAR                   |
| (391500)               | 2007 PF32              | 8 août 2007           | LINEAR                   |

### 391501-391600
| Nom                   | Désignation provisoire | Date de la découverte | Découvreur              |
| --------------------- | ---------------------- | --------------------- | ----------------------- |
| (391501)              | 2007 PV34              | 9 août 2007           | Spacewatch              |
| (391502)              | 2007 PL43              | 10 août 2007          | Spacewatch              |
| (391503)              | 2007 PU45              | 9 août 2007           | Spacewatch              |
| (391504)              | 2007 RP2               | 2 septembre 2007      | Mt. Lemmon Survey       |
| (391505)              | 2007 RC8               | 22 janvier 2006       | CSS                     |
| (391506)              | 2007 RW9               | 5 septembre 2007      | Sarneczky, K., Kiss, L. |
| (391507)              | 2007 RP13              | 11 septembre 2007     | Tucker, R. A.           |
| (391508)              | 2007 RV17              | 13 septembre 2007     | Mt. Lemmon Survey       |
| (391509)              | 2007 RS56              | 9 septembre 2007      | Spacewatch              |
| (391510)              | 2007 RV61              | 10 août 2007          | Spacewatch              |
| (391511)              | 2007 RK69              | 10 septembre 2007     | Spacewatch              |
| (391512)              | 2007 RJ96              | 10 septembre 2007     | Spacewatch              |
| (391513)              | 2007 RG97              | 10 septembre 2007     | Mt. Lemmon Survey       |
| (391514)              | 2007 RR116             | 11 septembre 2007     | Spacewatch              |
| (391515)              | 2007 RY123             | 12 septembre 2007     | CSS                     |
| (391516)              | 2007 RG137             | 14 septembre 2007     | Mt. Lemmon Survey       |
| (391517)              | 2007 RP163             | 10 septembre 2007     | Spacewatch              |
| (391518)              | 2007 RG164             | 10 septembre 2007     | Spacewatch              |
| (391519)              | 2007 RX171             | 10 septembre 2007     | Spacewatch              |
| (391520)              | 2007 RZ177             | 10 septembre 2007     | Spacewatch              |
| (391521)              | 2007 RD178             | 10 septembre 2007     | Spacewatch              |
| (391522)              | 2007 RX179             | 10 septembre 2007     | Mt. Lemmon Survey       |
| (391523)              | 2007 RH192             | 12 septembre 2007     | CSS                     |
| (391524)              | 2007 RM199             | 13 septembre 2007     | Spacewatch              |
| (391525)              | 2007 RM208             | 10 septembre 2007     | Spacewatch              |
| (391526)              | 2007 RV215             | 12 septembre 2007     | Spacewatch              |
| (391527)              | 2007 RA222             | 14 septembre 2007     | Mt. Lemmon Survey       |
| (391528)              | 2007 RF233             | 12 septembre 2007     | CSS                     |
| (391529)              | 2007 RK269             | 16 février 2001       | LINEAR                  |
| (391530)              | 2007 RO279             | 14 août 2007          | Siding Spring Survey    |
| (391531)              | 2007 RV281             | 1er septembre 2007    | Siding Spring Survey    |
| (391532) Markdowning) | 2007 RK282             | 8 septembre 2007      | Wasserman, L. H.        |
| (391533)              | 2007 RJ297             | 10 septembre 2007     | Spacewatch              |
| (391534)              | 2007 RJ299             | 9 septembre 2007      | Mt. Lemmon Survey       |
| (391535)              | 2007 RY300             | 12 septembre 2007     | Mt. Lemmon Survey       |
| (391536)              | 2007 RC309             | 10 septembre 2007     | Mt. Lemmon Survey       |
| (391537)              | 2007 RP309             | 12 septembre 2007     | CSS                     |
| (391538)              | 2007 RN321             | 14 septembre 2007     | LINEAR                  |
| (391539)              | 2007 RT323             | 11 septembre 2007     | Mt. Lemmon Survey       |
| (391540)              | 2007 RT324             | 11 septembre 2007     | Mt. Lemmon Survey       |
| (391541)              | 2007 SB14              | 20 septembre 2007     | CSS                     |
| (391542)              | 2007 SA19              | 25 septembre 2007     | Mt. Lemmon Survey       |
| (391543)              | 2007 SQ19              | 25 septembre 2007     | Mt. Lemmon Survey       |
| (391544)              | 2007 SU19              | 25 septembre 2007     | Mt. Lemmon Survey       |
| (391545)              | 2007 TB1               | 4 octobre 2007        | Siding Spring Survey    |
| (391546)              | 2007 TL7               | 7 octobre 2007        | Ries, W.                |
| (391547)              | 2007 TR13              | 6 octobre 2007        | LINEAR                  |
| (391548)              | 2007 TD27              | 14 septembre 2007     | Mt. Lemmon Survey       |
| (391549)              | 2007 TR33              | 25 mars 2006          | Spacewatch              |
| (391550)              | 2007 TT48              | 4 octobre 2007        | Spacewatch              |
| (391551)              | 2007 TR49              | 4 octobre 2007        | Spacewatch              |
| (391552)              | 2007 TA56              | 4 octobre 2007        | Spacewatch              |
| (391553)              | 2007 TT59              | 14 septembre 2007     | Spacewatch              |
| (391554)              | 2007 TW60              | 6 octobre 2007        | Spacewatch              |
| (391555)              | 2007 TZ61              | 7 octobre 2007        | Mt. Lemmon Survey       |
| (391556)              | 2007 TU65              | 9 octobre 2007        | LINEAR                  |
| (391557)              | 2007 TQ71              | 13 octobre 2007       | Bickel, W.              |
| (391558)              | 2007 TF81              | 7 octobre 2007        | Mt. Lemmon Survey       |
| (391559)              | 2007 TX98              | 8 octobre 2007        | Mt. Lemmon Survey       |
| (391560)              | 2007 TM112             | 17 octobre 1996       | Spacewatch              |
| (391561)              | 2007 TH129             | 6 octobre 2007        | Spacewatch              |
| (391562)              | 2007 TB134             | 7 octobre 2007        | Mt. Lemmon Survey       |
| (391563)              | 2007 TN134             | 11 mai 2005           | Mt. Lemmon Survey       |
| (391564)              | 2007 TT154             | 9 octobre 2007        | LINEAR                  |
| (391565)              | 2007 TM162             | 11 octobre 2007       | LINEAR                  |
| (391566)              | 2007 TH191             | 24 août 2007          | Spacewatch              |
| (391567)              | 2007 TZ200             | 8 octobre 2007        | Spacewatch              |
| (391568)              | 2007 TY203             | 8 octobre 2007        | Mt. Lemmon Survey       |
| (391569)              | 2007 TJ218             | 7 octobre 2007        | Spacewatch              |
| (391570)              | 2007 TS220             | 8 octobre 2007        | Spacewatch              |
| (391571)              | 2007 TW228             | 8 octobre 2007        | Spacewatch              |
| (391572)              | 2007 TO233             | 14 septembre 2007     | Mt. Lemmon Survey       |
| (391573)              | 2007 TA236             | 9 octobre 2007        | Mt. Lemmon Survey       |
| (391574)              | 2007 TZ240             | 7 octobre 2007        | Mt. Lemmon Survey       |
| (391575)              | 2007 TL254             | 8 octobre 2007        | Mt. Lemmon Survey       |
| (391576)              | 2007 TW259             | 10 octobre 2007       | Mt. Lemmon Survey       |
| (391577)              | 2007 TW268             | 9 octobre 2007        | Spacewatch              |
| (391578)              | 2007 TF322             | 11 octobre 2007       | CSS                     |
| (391579)              | 2007 TG322             | 11 octobre 2007       | Spacewatch              |
| (391580)              | 2007 TF329             | 11 octobre 2007       | Spacewatch              |
| (391581)              | 2007 TB342             | 4 avril 2005          | Spacewatch              |
| (391582)              | 2007 TU362             | 14 octobre 2007       | Mt. Lemmon Survey       |
| (391583)              | 2007 TY362             | 14 septembre 2007     | Mt. Lemmon Survey       |
| (391584)              | 2007 TB366             | 13 septembre 2007     | Mt. Lemmon Survey       |
| (391585)              | 2007 TS374             | 19 septembre 2007     | Spacewatch              |
| (391586)              | 2007 TA381             | 14 octobre 2007       | Spacewatch              |
| (391587)              | 2007 TL387             | 13 octobre 2007       | Spacewatch              |
| (391588)              | 2007 TC405             | 15 octobre 2007       | Spacewatch              |
| (391589)              | 2007 TP425             | 8 octobre 2007        | Mt. Lemmon Survey       |
| (391590)              | 2007 TR428             | 11 octobre 2007       | Spacewatch              |
| (391591)              | 2007 TK434             | 9 octobre 2007        | Spacewatch              |
| (391592)              | 2007 TT435             | 14 octobre 2007       | Mt. Lemmon Survey       |
| (391593)              | 2007 TW444             | 11 octobre 2007       | CSS                     |
| (391594)              | 2007 UK1               | 16 octobre 2007       | BATTeRS                 |
| (391595)              | 2007 UR2               | 18 octobre 2007       | LINEAR                  |
| (391596)              | 2007 UQ7               | 16 octobre 2007       | CSS                     |
| (391597)              | 2007 UJ13              | 16 octobre 2007       | Mt. Lemmon Survey       |
| (391598)              | 2007 UX26              | 17 septembre 1998     | ODAS                    |
| (391599)              | 2007 UD29              | 5 septembre 2007      | CSS                     |
| (391600)              | 2007 UY30              | 19 octobre 2007       | CSS                     |

### 391601-391700
| Nom      | Désignation provisoire | Date de la découverte | Découvreur        |
| -------- | ---------------------- | --------------------- | ----------------- |
| (391601) | 2007 UJ39              | 20 octobre 2007       | CSS               |
| (391602) | 2007 UC56              | 30 octobre 2007       | Spacewatch        |
| (391603) | 2007 UR77              | 30 octobre 2007       | Spacewatch        |
| (391604) | 2007 UA78              | 30 octobre 2007       | Spacewatch        |
| (391605) | 2007 UN92              | 12 octobre 2007       | Spacewatch        |
| (391606) | 2007 UF113             | 30 octobre 2007       | Spacewatch        |
| (391607) | 2007 UP126             | 16 octobre 2007       | Mt. Lemmon Survey |
| (391608) | 2007 UE129             | 16 octobre 2007       | Mt. Lemmon Survey |
| (391609) | 2007 UT130             | 20 octobre 2007       | Mt. Lemmon Survey |
| (391610) | 2007 UU134             | 20 octobre 2007       | Mt. Lemmon Survey |
| (391611) | 2007 UL140             | 16 octobre 2007       | CSS               |
| (391612) | 2007 UQ141             | 18 octobre 2007       | Spacewatch        |
| (391613) | 2007 VU3               | 2 novembre 2007       | Chante-Perdrix    |
| (391614) | 2007 VO21              | 2 novembre 2007       | Mt. Lemmon Survey |
| (391615) | 2007 VS22              | 2 novembre 2007       | Mt. Lemmon Survey |
| (391616) | 2007 VK23              | 11 octobre 2007       | CSS               |
| (391617) | 2007 VP48              | 1er novembre 2007     | Spacewatch        |
| (391618) | 2007 VD51              | 1er novembre 2007     | Spacewatch        |
| (391619) | 2007 VT52              | 20 octobre 2007       | Mt. Lemmon Survey |
| (391620) | 2007 VJ53              | 1er novembre 2007     | Spacewatch        |
| (391621) | 2007 VE54              | 1er novembre 2007     | Spacewatch        |
| (391622) | 2007 VU65              | 2 novembre 2007       | Mt. Lemmon Survey |
| (391623) | 2007 VV66              | 2 novembre 2007       | Spacewatch        |
| (391624) | 2007 VZ101             | 2 novembre 2007       | Mt. Lemmon Survey |
| (391625) | 2007 VY108             | 10 octobre 2007       | Mt. Lemmon Survey |
| (391626) | 2007 VJ109             | 3 novembre 2007       | Spacewatch        |
| (391627) | 2007 VK114             | 3 novembre 2007       | Spacewatch        |
| (391628) | 2007 VU118             | 4 novembre 2007       | Spacewatch        |
| (391629) | 2007 VX133             | 18 octobre 2007       | Spacewatch        |
| (391630) | 2007 VO141             | 4 novembre 2007       | Spacewatch        |
| (391631) | 2007 VT141             | 20 octobre 2007       | Mt. Lemmon Survey |
| (391632) | 2007 VR152             | 2 novembre 2007       | Mt. Lemmon Survey |
| (391633) | 2007 VG160             | 5 novembre 2007       | Spacewatch        |
| (391634) | 2007 VS178             | 7 novembre 2007       | Mt. Lemmon Survey |
| (391635) | 2007 VV208             | 20 octobre 2007       | CSS               |
| (391636) | 2007 VJ220             | 9 novembre 2007       | Spacewatch        |
| (391637) | 2007 VT232             | 7 novembre 2007       | Spacewatch        |
| (391638) | 2007 VC247             | 9 octobre 2007        | Spacewatch        |
| (391639) | 2007 VZ254             | 11 novembre 2007      | Mt. Lemmon Survey |
| (391640) | 2007 VG257             | 7 novembre 2007       | Spacewatch        |
| (391641) | 2007 VX266             | 13 novembre 2007      | CSS               |
| (391642) | 2007 VF267             | 15 novembre 2007      | CSS               |
| (391643) | 2007 VO270             | 7 novembre 2007       | Spacewatch        |
| (391644) | 2007 VF282             | 16 octobre 2007       | Mt. Lemmon Survey |
| (391645) | 2007 VR282             | 3 novembre 2007       | Spacewatch        |
| (391646) | 2007 VY289             | 14 novembre 2007      | CSS               |
| (391647) | 2007 VU290             | 14 novembre 2007      | Spacewatch        |
| (391648) | 2007 VA293             | 15 novembre 2007      | Mt. Lemmon Survey |
| (391649) | 2007 VB306             | 14 novembre 2007      | Spacewatch        |
| (391650) | 2007 VQ310             | 9 novembre 2007       | Mt. Lemmon Survey |
| (391651) | 2007 VQ314             | 2 novembre 2007       | Mt. Lemmon Survey |
| (391652) | 2007 VY319             | 2 novembre 2007       | LINEAR            |
| (391653) | 2007 VZ329             | 2 novembre 2007       | Mt. Lemmon Survey |
| (391654) | 2007 WA21              | 9 novembre 2007       | Mt. Lemmon Survey |
| (391655) | 2007 WO21              | 18 octobre 2007       | Spacewatch        |
| (391656) | 2007 WE35              | 19 novembre 2007      | Mt. Lemmon Survey |
| (391657) | 2007 WX57              | 18 novembre 2007      | Spacewatch        |
| (391658) | 2007 WB59              | 19 novembre 2007      | Mt. Lemmon Survey |
| (391659) | 2007 WC61              | 18 novembre 2007      | Mt. Lemmon Survey |
| (391660) | 2007 XG20              | 13 décembre 2007      | Chante-Perdrix    |
| (391661) | 2007 XM27              | 3 décembre 2007       | Spacewatch        |
| (391662) | 2007 XP45              | 15 décembre 2007      | Spacewatch        |
| (391663) | 2007 XB57              | 4 décembre 2007       | LINEAR            |
| (391664) | 2007 YG22              | 16 décembre 2007      | Spacewatch        |
| (391665) | 2007 YA26              | 18 décembre 2007      | Mt. Lemmon Survey |
| (391666) | 2007 YD26              | 18 décembre 2007      | Mt. Lemmon Survey |
| (391667) | 2007 YD28              | 18 décembre 2007      | Spacewatch        |
| (391668) | 2007 YD33              | 18 novembre 2007      | Spacewatch        |
| (391669) | 2007 YO50              | 7 novembre 2007       | Mt. Lemmon Survey |
| (391670) | 2007 YH53              | 30 décembre 2007      | Spacewatch        |
| (391671) | 2007 YJ61              | 31 décembre 2007      | CSS               |
| (391672) | 2008 AF5               | 14 décembre 2007      | Mt. Lemmon Survey |
| (391673) | 2008 AC11              | 10 janvier 2008       | Mt. Lemmon Survey |
| (391674) | 2008 AP11              | 8 novembre 2007       | Mt. Lemmon Survey |
| (391675) | 2008 AZ14              | 10 janvier 2008       | Spacewatch        |
| (391676) | 2008 AV17              | 10 janvier 2008       | Spacewatch        |
| (391677) | 2008 AT21              | 14 janvier 2002       | LINEAR            |
| (391678) | 2008 AF26              | 10 janvier 2008       | Mt. Lemmon Survey |
| (391679) | 2008 AF28              | 10 janvier 2008       | Mt. Lemmon Survey |
| (391680) | 2008 AK32              | 4 novembre 2007       | Mt. Lemmon Survey |
| (391681) | 2008 AK41              | 10 janvier 2008       | Mt. Lemmon Survey |
| (391682) | 2008 AC43              | 11 novembre 2007      | Mt. Lemmon Survey |
| (391683) | 2008 AC60              | 11 janvier 2008       | Spacewatch        |
| (391684) | 2008 AF62              | 11 janvier 2008       | Spacewatch        |
| (391685) | 2008 AG64              | 11 janvier 2008       | Mt. Lemmon Survey |
| (391686) | 2008 AX67              | 11 janvier 2008       | Spacewatch        |
| (391687) | 2008 AH89              | 13 janvier 2008       | Spacewatch        |
| (391688) | 2008 AJ90              | 13 janvier 2008       | Spacewatch        |
| (391689) | 2008 AF94              | 30 décembre 2007      | Spacewatch        |
| (391690) | 2008 AJ94              | 14 janvier 2008       | Spacewatch        |
| (391691) | 2008 AJ103             | 11 novembre 2007      | Mt. Lemmon Survey |
| (391692) | 2008 AQ104             | 20 décembre 2007      | Spacewatch        |
| (391693) | 2008 AA123             | 14 décembre 2007      | Mt. Lemmon Survey |
| (391694) | 2008 AD127             | 1er janvier 2008      | Spacewatch        |
| (391695) | 2008 AG127             | 1er janvier 2008      | Spacewatch        |
| (391696) | 2008 AF129             | 14 janvier 2008       | Spacewatch        |
| (391697) | 2008 AD135             | 11 janvier 2008       | CSS               |
| (391698) | 2008 AA136             | 11 janvier 2008       | Spacewatch        |
| (391699) | 2008 AG137             | 15 janvier 2008       | LINEAR            |
| (391700) | 2008 BU11              | 18 janvier 2008       | Mt. Lemmon Survey |

### 391701-391800
| Nom                 | Désignation provisoire | Date de la découverte | Découvreur                        |
| ------------------- | ---------------------- | --------------------- | --------------------------------- |
| (391701)            | 2008 BR15              | 28 janvier 2008       | LUSS                              |
| (391702)            | 2008 BW16              | 14 décembre 2007      | Mt. Lemmon Survey                 |
| (391703)            | 2008 BT40              | 12 janvier 2008       | Spacewatch                        |
| (391704)            | 2008 BB44              | 26 octobre 2007       | Mt. Lemmon Survey                 |
| (391705)            | 2008 BS48              | 20 janvier 2008       | Spacewatch                        |
| (391706)            | 2008 CF2               | 1er février 2008      | CSS                               |
| (391707)            | 2008 CH7               | 2 février 2008        | Spacewatch                        |
| (391708)            | 2008 CJ10              | 2 février 2008        | Spacewatch                        |
| (391709)            | 2008 CK11              | 3 février 2008        | Spacewatch                        |
| (391710)            | 2008 CM14              | 3 février 2008        | Spacewatch                        |
| (391711)            | 2008 CK15              | 3 février 2008        | Spacewatch                        |
| (391712)            | 2008 CD19              | 3 février 2008        | Spacewatch                        |
| (391713)            | 2008 CB39              | 10 janvier 2008       | Mt. Lemmon Survey                 |
| (391714)            | 2008 CK43              | 2 février 2008        | Spacewatch                        |
| (391715)            | 2008 CA50              | 6 février 2008        | CSS                               |
| (391716)            | 2008 CM50              | 6 février 2008        | CSS                               |
| (391717)            | 2008 CV50              | 6 février 2008        | CSS                               |
| (391718)            | 2008 CB52              | 7 novembre 2007       | Mt. Lemmon Survey                 |
| (391719)            | 2008 CN68              | 6 février 2008        | LINEAR                            |
| (391720)            | 2008 CD73              | 6 février 2008        | CSS                               |
| (391721)            | 2008 CX74              | 11 janvier 2008       | Mt. Lemmon Survey                 |
| (391722)            | 2008 CW82              | 7 février 2008        | Spacewatch                        |
| (391723)            | 2008 CU85              | 7 février 2008        | Mt. Lemmon Survey                 |
| (391724)            | 2008 CV107             | 23 mars 2003          | Spacewatch                        |
| (391725)            | 2008 CB114             | 10 février 2008       | Spacewatch                        |
| (391726)            | 2008 CE130             | 11 septembre 2005     | Spacewatch                        |
| (391727)            | 2008 CH131             | 8 février 2008        | Spacewatch                        |
| (391728)            | 2008 CZ144             | 9 février 2008        | Spacewatch                        |
| (391729)            | 2008 CP145             | 9 février 2008        | Spacewatch                        |
| (391730)            | 2008 CV146             | 9 février 2008        | Spacewatch                        |
| (391731)            | 2008 CX146             | 9 février 2008        | Spacewatch                        |
| (391732)            | 2008 CT167             | 11 février 2008       | Mt. Lemmon Survey                 |
| (391733)            | 2008 CU174             | 13 février 2008       | Mt. Lemmon Survey                 |
| (391734)            | 2008 CT189             | 13 février 2008       | CSS                               |
| (391735)            | 2008 CD192             | 2 février 2008        | Mt. Lemmon Survey                 |
| (391736)            | 2008 CZ192             | 8 février 2008        | Spacewatch                        |
| (391737)            | 2008 CO196             | 7 février 2008        | Spacewatch                        |
| (391738)            | 2008 CL199             | 13 février 2008       | Mt. Lemmon Survey                 |
| (391739)            | 2008 CD200             | 9 février 2008        | Mt. Lemmon Survey                 |
| (391740)            | 2008 CP201             | 2 février 2008        | Spacewatch                        |
| (391741)            | 2008 CS202             | 8 février 2008        | Spacewatch                        |
| (391742)            | 2008 CN203             | 11 février 2008       | Mt. Lemmon Survey                 |
| (391743)            | 2008 DX5               | 31 décembre 2007      | Spacewatch                        |
| (391744)            | 2008 DC9               | 25 février 2008       | Spacewatch                        |
| (391745)            | 2008 DK11              | 26 février 2008       | Spacewatch                        |
| (391746)            | 2008 DH12              | 26 février 2008       | Spacewatch                        |
| (391747)            | 2008 DC24              | 31 décembre 2007      | Mt. Lemmon Survey                 |
| (391748)            | 2008 DK28              | 25 février 2008       | Mt. Lemmon Survey                 |
| (391749)            | 2008 DZ42              | 28 février 2008       | Spacewatch                        |
| (391750)            | 2008 DX54              | 29 février 2008       | CSS                               |
| (391751)            | 2008 DY62              | 13 février 2008       | Spacewatch                        |
| (391752)            | 2008 DK68              | 6 février 2008        | CSS                               |
| (391753)            | 2008 DX88              | 28 février 2008       | Mt. Lemmon Survey                 |
| (391754)            | 2008 EU4               | 13 février 2008       | Mt. Lemmon Survey                 |
| (391755)            | 2008 EA35              | 13 février 2008       | Mt. Lemmon Survey                 |
| (391756)            | 2008 EO36              | 3 mars 2008           | Spacewatch                        |
| (391757)            | 2008 ES49              | 6 mars 2008           | Spacewatch                        |
| (391758)            | 2008 EP55              | 7 mars 2008           | Spacewatch                        |
| (391759)            | 2008 EB61              | 9 mars 2008           | Astronomical Research Observatory |
| (391760)            | 2008 ED72              | 6 mars 2008           | Mt. Lemmon Survey                 |
| (391761)            | 2008 EK107             | 6 mars 2008           | Mt. Lemmon Survey                 |
| (391762)            | 2008 EJ128             | 11 mars 2008          | Spacewatch                        |
| (391763)            | 2008 EY129             | 3 août 2004           | Siding Spring Survey              |
| (391764)            | 2008 EO168             | 11 mars 2008          | Spacewatch                        |
| (391765)            | 2008 EY169             | 8 février 2008        | Mt. Lemmon Survey                 |
| (391766)            | 2008 FA                | 19 mars 2008          | Young, J. W.                      |
| (391767)            | 2008 FW9               | 26 mars 2008          | Spacewatch                        |
| (391768)            | 2008 FP39              | 28 mars 2008          | Spacewatch                        |
| (391769)            | 2008 FJ54              | 10 octobre 1999       | Spacewatch                        |
| (391770)            | 2008 FK133             | 26 mars 2008          | Mt. Lemmon Survey                 |
| (391771)            | 2008 GE112             | 1er avril 2008        | CSS                               |
| (391772)            | 2008 GH140             | 6 avril 2008          | Spacewatch                        |
| (391773)            | 2008 HW33              | 26 avril 2008         | Spacewatch                        |
| (391774)            | 2008 KQ35              | 27 mai 2008           | Spacewatch                        |
| (391775)            | 2008 LO13              | 6 avril 2008          | Mt. Lemmon Survey                 |
| (391776)            | 2008 ON7               | 29 juillet 2008       | Mt. Lemmon Survey                 |
| (391777)            | 2008 PO                | 1er août 2008         | Kugel, F.                         |
| (391778)            | 2008 PF7               | 6 août 2008           | Hoenig, S. F., Teamo, N.          |
| (391779)            | 2008 PM7               | 5 août 2008           | OAM                               |
| (391780)            | 2008 PU13              | 10 août 2008          | Kugel, F.                         |
| (391781)            | 2008 PH16              | 6 août 2008           | OAM                               |
| (391782)            | 2008 PJ22              | 1er août 2008         | LINEAR                            |
| (391783)            | 2008 QY5               | 26 août 2008          | OAM                               |
| (391784)            | 2008 QZ17              | 28 août 2008          | Kugel, F.                         |
| (391785)            | 2008 QQ18              | 28 juillet 2008       | Mt. Lemmon Survey                 |
| (391786)            | 2008 QF45              | 26 août 2008          | LINEAR                            |
| (391787)            | 2008 QQ46              | 26 août 2008          | LINEAR                            |
| (391788)            | 2008 RA1               | 2 décembre 2004       | Spacewatch                        |
| (391789)            | 2008 RR26              | 8 septembre 2008      | Siding Spring Survey              |
| (391790)            | 2008 RU43              | 2 septembre 2008      | Spacewatch                        |
| (391791)            | 2008 RC64              | 4 septembre 2008      | Spacewatch                        |
| (391792)            | 2008 RE70              | 5 septembre 2008      | Spacewatch                        |
| (391793)            | 2008 RR73              | 6 septembre 2008      | CSS                               |
| (391794)            | 2008 RV73              | 6 septembre 2008      | CSS                               |
| (391795) Univofutah | 2008 RV77              | 8 septembre 2008      | Wiggins, P.                       |
| (391796)            | 2008 RH78              | 10 septembre 2008     | Young, J. W.                      |
| (391797)            | 2008 RM88              | 5 septembre 2008      | Spacewatch                        |
| (391798)            | 2008 RG90              | 5 septembre 2008      | Spacewatch                        |
| (391799)            | 2008 RL102             | 3 septembre 2008      | Spacewatch                        |
| (391800)            | 2008 RC106             | 6 septembre 2008      | Mt. Lemmon Survey                 |

### 391801-391900
| Nom      | Désignation provisoire | Date de la découverte | Découvreur        |
| -------- | ---------------------- | --------------------- | ----------------- |
| (391801) | 2008 RD107             | 7 septembre 2008      | CSS               |
| (391802) | 2008 RZ113             | 6 septembre 2008      | Spacewatch        |
| (391803) | 2008 RF115             | 6 septembre 2008      | Mt. Lemmon Survey |
| (391804) | 2008 RM126             | 3 septembre 2008      | Spacewatch        |
| (391805) | 2008 RM128             | 7 septembre 2008      | Mt. Lemmon Survey |
| (391806) | 2008 RS128             | 2 septembre 2008      | Spacewatch        |
| (391807) | 2008 RP135             | 3 septembre 2008      | Spacewatch        |
| (391808) | 2008 RF136             | 4 septembre 2008      | LINEAR            |
| (391809) | 2008 RK136             | 4 septembre 2008      | Spacewatch        |
| (391810) | 2008 RX136             | 4 septembre 2008      | Spacewatch        |
| (391811) | 2008 RL137             | 5 septembre 2008      | Spacewatch        |
| (391812) | 2008 RR138             | 6 septembre 2008      | Mt. Lemmon Survey |
| (391813) | 2008 RC147             | 7 septembre 2008      | CSS               |
| (391814) | 2008 SB4               | 22 septembre 2008     | LINEAR            |
| (391815) | 2008 SL7               | 22 septembre 2008     | Tucker, R. A.     |
| (391816) | 2008 SZ16              | 19 septembre 2008     | Spacewatch        |
| (391817) | 2008 SK28              | 19 septembre 2008     | Spacewatch        |
| (391818) | 2008 SZ29              | 19 septembre 2008     | Spacewatch        |
| (391819) | 2008 SS30              | 20 septembre 2008     | Spacewatch        |
| (391820) | 2008 SY30              | 9 septembre 2008      | Spacewatch        |
| (391821) | 2008 SV39              | 20 septembre 2008     | Spacewatch        |
| (391822) | 2008 SD49              | 2 septembre 2008      | Spacewatch        |
| (391823) | 2008 SC60              | 9 septembre 2008      | Spacewatch        |
| (391824) | 2008 SP88              | 20 septembre 2008     | Spacewatch        |
| (391825) | 2008 SO91              | 21 septembre 2008     | Spacewatch        |
| (391826) | 2008 SP94              | 6 septembre 2008      | Spacewatch        |
| (391827) | 2008 SD114             | 22 septembre 2008     | Spacewatch        |
| (391828) | 2008 SQ116             | 22 septembre 2008     | Mt. Lemmon Survey |
| (391829) | 2008 ST116             | 22 septembre 2008     | Mt. Lemmon Survey |
| (391830) | 2008 SB118             | 22 septembre 2008     | Mt. Lemmon Survey |
| (391831) | 2008 SH130             | 22 septembre 2008     | Spacewatch        |
| (391832) | 2008 SE148             | 27 septembre 2008     | Tucker, R. A.     |
| (391833) | 2008 SS148             | 6 septembre 2008      | CSS               |
| (391834) | 2008 SW148             | 27 septembre 2008     | Andrushivka       |
| (391835) | 2008 SO153             | 3 septembre 2008      | Spacewatch        |
| (391836) | 2008 SH162             | 10 septembre 2008     | Spacewatch        |
| (391837) | 2008 SG170             | 21 septembre 2008     | Mt. Lemmon Survey |
| (391838) | 2008 SE179             | 24 septembre 2008     | Spacewatch        |
| (391839) | 2008 SO179             | 14 novembre 1995      | Spacewatch        |
| (391840) | 2008 SK197             | 25 septembre 2008     | Spacewatch        |
| (391841) | 2008 SS208             | 27 septembre 2008     | Mt. Lemmon Survey |
| (391842) | 2008 SK232             | 12 mars 2007          | Spacewatch        |
| (391843) | 2008 SN235             | 5 septembre 2008      | Spacewatch        |
| (391844) | 2008 SU254             | 23 septembre 2008     | Spacewatch        |
| (391845) | 2008 SM257             | 22 septembre 2008     | Spacewatch        |
| (391846) | 2008 SK261             | 23 septembre 2008     | Spacewatch        |
| (391847) | 2008 SS278             | 24 septembre 2008     | Spacewatch        |
| (391848) | 2008 SD283             | 21 septembre 2008     | Mt. Lemmon Survey |
| (391849) | 2008 SH285             | 19 septembre 2008     | Spacewatch        |
| (391850) | 2008 SL286             | 22 septembre 2008     | Mt. Lemmon Survey |
| (391851) | 2008 SQ290             | 23 septembre 2008     | Mt. Lemmon Survey |
| (391852) | 2008 SB294             | 20 septembre 2008     | CSS               |
| (391853) | 2008 SN298             | 21 septembre 2008     | Spacewatch        |
| (391854) | 2008 SU299             | 22 septembre 2008     | Spacewatch        |
| (391855) | 2008 SG300             | 22 septembre 2008     | CSS               |
| (391856) | 2008 SO305             | 27 septembre 2008     | Mt. Lemmon Survey |
| (391857) | 2008 TC14              | 1er octobre 2008      | Mt. Lemmon Survey |
| (391858) | 2008 TD20              | 22 septembre 2008     | Mt. Lemmon Survey |
| (391859) | 2008 TP24              | 2 octobre 2008        | CSS               |
| (391860) | 2008 TP25              | 2 octobre 2008        | Mt. Lemmon Survey |
| (391861) | 2008 TZ27              | 6 octobre 2004        | Spacewatch        |
| (391862) | 2008 TE31              | 1er octobre 2008      | Spacewatch        |
| (391863) | 2008 TA42              | 1er octobre 2008      | Mt. Lemmon Survey |
| (391864) | 2008 TF55              | 2 octobre 2008        | Spacewatch        |
| (391865) | 2008 TK58              | 2 octobre 2008        | Spacewatch        |
| (391866) | 2008 TV65              | 2 octobre 2008        | CSS               |
| (391867) | 2008 TE69              | 2 octobre 2008        | Spacewatch        |
| (391868) | 2008 TH73              | 2 octobre 2008        | Spacewatch        |
| (391869) | 2008 TN89              | 3 octobre 2008        | Spacewatch        |
| (391870) | 2008 TO92              | 4 octobre 2008        | OAM               |
| (391871) | 2008 TG109             | 22 septembre 2008     | Spacewatch        |
| (391872) | 2008 TN110             | 6 octobre 2008        | CSS               |
| (391873) | 2008 TW110             | 23 septembre 2008     | Spacewatch        |
| (391874) | 2008 TT111             | 6 octobre 2008        | CSS               |
| (391875) | 2008 TE112             | 6 octobre 2008        | CSS               |
| (391876) | 2008 TE118             | 6 octobre 2008        | Spacewatch        |
| (391877) | 2008 TV125             | 8 octobre 2008        | Mt. Lemmon Survey |
| (391878) | 2008 TS130             | 23 septembre 2008     | Spacewatch        |
| (391879) | 2008 TT139             | 8 octobre 2008        | Mt. Lemmon Survey |
| (391880) | 2008 TT141             | 9 octobre 2008        | Mt. Lemmon Survey |
| (391881) | 2008 TW177             | 9 octobre 2008        | CSS               |
| (391882) | 2008 TT180             | 4 octobre 2008        | OAM               |
| (391883) | 2008 UW2               | 22 octobre 2008       | LINEAR            |
| (391884) | 2008 UC27              | 25 septembre 2008     | Spacewatch        |
| (391885) | 2008 UL29              | 2 mai 2006            | Mt. Lemmon Survey |
| (391886) | 2008 UH30              | 20 octobre 2008       | Spacewatch        |
| (391887) | 2008 UH38              | 20 octobre 2008       | Spacewatch        |
| (391888) | 2008 UD51              | 20 octobre 2008       | Spacewatch        |
| (391889) | 2008 UY53              | 20 octobre 2008       | Spacewatch        |
| (391890) | 2008 UZ54              | 20 octobre 2008       | LUSS              |
| (391891) | 2008 UA59              | 21 octobre 2008       | Spacewatch        |
| (391892) | 2008 UQ69              | 23 septembre 2008     | Mt. Lemmon Survey |
| (391893) | 2008 UX76              | 3 octobre 2008        | Mt. Lemmon Survey |
| (391894) | 2008 UE78              | 21 octobre 2008       | Spacewatch        |
| (391895) | 2008 UX80              | 22 septembre 2008     | Spacewatch        |
| (391896) | 2008 UA91              | 24 octobre 2008       | LINEAR            |
| (391897) | 2008 UK92              | 23 octobre 2008       | LINEAR            |
| (391898) | 2008 UM94              | 26 octobre 2008       | LINEAR            |
| (391899) | 2008 UC97              | 25 octobre 2008       | LINEAR            |
| (391900) | 2008 UC112             | 22 octobre 2008       | Spacewatch        |

### 391901-392000
| Nom                  | Désignation provisoire | Date de la découverte | Découvreur             |
| -------------------- | ---------------------- | --------------------- | ---------------------- |
| (391901)             | 2008 UC113             | 22 octobre 2008       | Spacewatch             |
| (391902)             | 2008 UT115             | 22 octobre 2008       | Spacewatch             |
| (391903)             | 2008 UF116             | 22 octobre 2008       | Spacewatch             |
| (391904)             | 2008 UV126             | 22 octobre 2008       | Mt. Lemmon Survey      |
| (391905)             | 2008 UJ127             | 22 octobre 2008       | Spacewatch             |
| (391906)             | 2008 UX127             | 22 octobre 2008       | Spacewatch             |
| (391907)             | 2008 UU146             | 23 octobre 2008       | Spacewatch             |
| (391908)             | 2008 UF154             | 9 septembre 2008      | Mt. Lemmon Survey      |
| (391909)             | 2008 UY163             | 10 octobre 2008       | Mt. Lemmon Survey      |
| (391910)             | 2008 UK175             | 24 octobre 2008       | Mt. Lemmon Survey      |
| (391911)             | 2008 UT182             | 26 décembre 2005      | Spacewatch             |
| (391912)             | 2008 UL184             | 9 septembre 2008      | Mt. Lemmon Survey      |
| (391913)             | 2008 UW188             | 15 mars 2007          | Spacewatch             |
| (391914)             | 2008 UP196             | 27 octobre 2008       | Spacewatch             |
| (391915)             | 2008 UW203             | 28 octobre 2008       | LINEAR                 |
| (391916)             | 2008 UJ204             | 28 octobre 2008       | LINEAR                 |
| (391917)             | 2008 UD209             | 23 octobre 2008       | Spacewatch             |
| (391918)             | 2008 UR210             | 23 octobre 2008       | Spacewatch             |
| (391919)             | 2008 UD228             | 25 octobre 2008       | Spacewatch             |
| (391920)             | 2008 UR243             | 26 octobre 2008       | Spacewatch             |
| (391921)             | 2008 UZ258             | 20 octobre 2008       | Spacewatch             |
| (391922)             | 2008 UF267             | 28 octobre 2008       | Spacewatch             |
| (391923)             | 2008 UC282             | 28 octobre 2008       | Spacewatch             |
| (391924)             | 2008 UR284             | 25 septembre 2008     | Spacewatch             |
| (391925)             | 2008 UU291             | 29 octobre 2008       | Spacewatch             |
| (391926)             | 2008 UV292             | 22 novembre 2005      | Spacewatch             |
| (391927)             | 2008 UH296             | 29 octobre 2008       | Spacewatch             |
| (391928)             | 2008 UV302             | 21 octobre 2008       | Spacewatch             |
| (391929)             | 2008 UR303             | 29 octobre 2008       | Spacewatch             |
| (391930)             | 2008 UG304             | 29 octobre 2008       | Spacewatch             |
| (391931)             | 2008 UL330             | 31 octobre 2008       | Spacewatch             |
| (391932)             | 2008 UW338             | 22 octobre 2008       | Spacewatch             |
| (391933)             | 2008 UE345             | 31 octobre 2008       | Spacewatch             |
| (391934)             | 2008 UT350             | 7 septembre 2008      | Mt. Lemmon Survey      |
| (391935)             | 2008 UV351             | 24 octobre 2008       | Mt. Lemmon Survey      |
| (391936)             | 2008 UQ354             | 27 octobre 2008       | Mt. Lemmon Survey      |
| (391937)             | 2008 UE358             | 25 octobre 2008       | Spacewatch             |
| (391938)             | 2008 UY366             | 24 octobre 2008       | LINEAR                 |
| (391939)             | 2008 VD1               | 1er novembre 2008     | LINEAR                 |
| (391940)             | 2008 VR32              | 2 novembre 2008       | Mt. Lemmon Survey      |
| (391941)             | 2008 VD34              | 27 septembre 2008     | Mt. Lemmon Survey      |
| (391942)             | 2008 VU39              | 2 novembre 2008       | Spacewatch             |
| (391943)             | 2008 VT47              | 3 novembre 2008       | Mt. Lemmon Survey      |
| (391944)             | 2008 VZ50              | 4 novembre 2008       | Spacewatch             |
| (391945)             | 2008 VV59              | 7 novembre 2008       | CSS                    |
| (391946)             | 2008 VG71              | 2 novembre 2008       | LINEAR                 |
| (391947) Tanithlee   | 2008 VQ72              | 8 novembre 2008       | Mt. Lemmon Survey      |
| (391948)             | 2008 VA76              | 1er novembre 2008     | Mt. Lemmon Survey      |
| (391949)             | 2008 VF78              | 7 novembre 2008       | Mt. Lemmon Survey      |
| (391950)             | 2008 WE3               | 17 novembre 2008      | Spacewatch             |
| (391951)             | 2008 WK10              | 18 novembre 2008      | OAM                    |
| (391952)             | 2008 WP14              | 17 novembre 2008      | Spacewatch             |
| (391953)             | 2008 WD18              | 17 novembre 2008      | Spacewatch             |
| (391954)             | 2008 WC19              | 17 novembre 2008      | Spacewatch             |
| (391955)             | 2008 WV32              | 20 novembre 2008      | Mt. Lemmon Survey      |
| (391956)             | 2008 WS38              | 17 novembre 2008      | Spacewatch             |
| (391957)             | 2008 WA46              | 3 novembre 2008       | Spacewatch             |
| (391958)             | 2008 WR50              | 18 novembre 2008      | Spacewatch             |
| (391959)             | 2008 WQ73              | 19 novembre 2008      | Mt. Lemmon Survey      |
| (391960)             | 2008 WO80              | 20 novembre 2008      | Spacewatch             |
| (391961)             | 2008 WZ97              | 19 novembre 2008      | CSS                    |
| (391962)             | 2008 WA99              | 24 novembre 2008      | Mt. Lemmon Survey      |
| (391963)             | 2008 WE101             | 26 novembre 2008      | OAM                    |
| (391964)             | 2008 WL110             | 30 novembre 2008      | Spacewatch             |
| (391965)             | 2008 WN111             | 31 octobre 2008       | Spacewatch             |
| (391966)             | 2008 WD124             | 17 novembre 2008      | Spacewatch             |
| (391967)             | 2008 WX125             | 23 novembre 2008      | Mt. Lemmon Survey      |
| (391968)             | 2008 WK130             | 22 novembre 2008      | Spacewatch             |
| (391969)             | 2008 WK132             | 2 février 2006        | Spacewatch             |
| (391970)             | 2008 WN134             | 22 novembre 2008      | Spacewatch             |
| (391971)             | 2008 WT136             | 20 novembre 2008      | Spacewatch             |
| (391972)             | 2008 WO140             | 24 octobre 2008       | CSS                    |
| (391973)             | 2008 XX16              | 25 mai 2006           | Mt. Lemmon Survey      |
| (391974)             | 2008 XR19              | 1er décembre 2008     | Spacewatch             |
| (391975)             | 2008 XD32              | 2 décembre 2008       | Spacewatch             |
| (391976)             | 2008 XE35              | 2 décembre 2008       | Spacewatch             |
| (391977)             | 2008 XN45              | 4 décembre 2008       | Spacewatch             |
| (391978)             | 2008 XJ49              | 7 décembre 2008       | Mt. Lemmon Survey      |
| (391979)             | 2008 XX49              | 4 décembre 2008       | Mt. Lemmon Survey      |
| (391980)             | 2008 XD50              | 14 avril 2001         | Spacewatch             |
| (391981)             | 2008 XJ50              | 4 décembre 2008       | CSS                    |
| (391982)             | 2008 YK                | 18 décembre 2008      | Hormuth, F.            |
| (391983)             | 2008 YP6               | 22 décembre 2008      | Kugel, F.              |
| (391984)             | 2008 YO8               | 21 décembre 2008      | CSS                    |
| (391985)             | 2008 YH9               | 23 décembre 2008      | Kugel, F.              |
| (391986)             | 2008 YV16              | 21 décembre 2008      | Mt. Lemmon Survey      |
| (391987)             | 2008 YA24              | 21 décembre 2008      | CSS                    |
| (391988) Illmárton   | 2008 YF26              | 27 décembre 2008      | Piszkesteto            |
| (391989)             | 2008 YH26              | 19 novembre 2008      | Mt. Lemmon Survey      |
| (391990)             | 2008 YG27              | 22 décembre 2008      | LINEAR                 |
| (391991)             | 2008 YW33              | 28 décembre 2008      | Kugel, F.              |
| (391992)             | 2008 YU35              | 22 décembre 2008      | Spacewatch             |
| (391993)             | 2008 YB38              | 27 décembre 2008      | Bickel, W.             |
| (391994)             | 2008 YH49              | 29 décembre 2008      | Mt. Lemmon Survey      |
| (391995)             | 2008 YS73              | 22 décembre 2008      | Spacewatch             |
| (391996) Zhunenghong | 2008 YX84              | 31 décembre 2008      | PMO NEO Survey Program |
| (391997)             | 2008 YD86              | 21 décembre 2008      | Spacewatch             |
| (391998)             | 2008 YW114             | 29 décembre 2008      | Spacewatch             |
| (391999)             | 2008 YS116             | 21 décembre 2008      | Spacewatch             |
| (392000)             | 2008 YJ119             | 29 décembre 2008      | Spacewatch             |

## Sources
- (en) Base de données du Centre des planètes mineures